# 太陽社
太陽社（たいようしゃ）は、東京都北区にある出版社（有限会社）。海外文学・評論・宗教・現代文化などに関する書籍、また蟻二郎の著作を出版している。

## 概要
所在地
- 東京都北区東十条2丁目14−16　シンハイム東十条1F101[1]

## 沿革
- 1967年、蟻二郎が創業。

## 主な出版物
太陽選書
- S・K・ランガー『感情と形式 ―続「シンボルの哲学」』
- リチャード・M・ドーソン『ニグロ民話集』
- E・B・タイラー『文化人類学入門』
- ジャック・ケルーアック『禅ヒッピー』
- ロバート・ラグラン『文化英雄 ―伝承・神話・劇』
- ジョン・ウェイン『J・ウェイン短篇集』
- D・H・ローレンス『ローレンス短篇集』
- J・G・フレーザー『旧約聖書のフォークロア』

辞典
- ジョナサン・グリーン『現代スラング辞典』